# Jochum Sjöwall
Hilding Einar Joachim (Jochum) Sjöwall, född 15 september 1908 i Malmö, död 4 februari 1981, var en svensk jurist  som var justitieråd 1948–1958 samt 1967–1975. Han var den andra advokaten som blev justitieråd.
Sjöwall blev juris kandidat vid Stockholms högskola 1931, genomförde tingstjänstgöring 1931–1933, var advokat i Stockholm 1933–1948, justitieråd 1948–1958, ledamot av lagrådet 1956–1958, och ledamot av Permanenta skiljedomstolen i Haag från 1961, och åter justitieråd från 1967. Under åren 1959–1967 hade han ordförande- och styrelseuppdrag i flera olika företag. Sjöwall är begravd på Gamla kyrkogården i Härnösand.

## Utmärkelser
- Kommendör med stora korset av Nordstjärneorden, 6 juni 1958.[4]